# Mallada khandalensis
Mallada khandalensis är en insektsart som först beskrevs av Navás 1932.  Mallada khandalensis ingår i släktet Mallada och familjen guldögonsländor. Inga underarter finns listade i Catalogue of Life.